# Людина-павук
Люди́на-Паву́к або Спа́йдермен (англ. Spider-Man), справжнє ім'я — Пітер Паркер (англ. Peter Benjamin Parker) — супергерой із коміксів американського видавництва Marvel Comics, вигаданий Стеном Лі та Стівом Дітко. Вперше Людина-Павук з'явився у серії коміксів «Amazing Fantasy № 15» у серпні 1962 року. Відтоді він є одним з найпопулярніших і комерційно найуспішніших супергероїв. Зараз він з'являється не лише у коміксах, а й у фільмах, на телебаченні, на одязі, у відеоіграх та у вигляді іграшок.
Це перший персонаж супергерой-підліток, який діє самостійно, а не допомагає дорослому супергероєві. Хоча за час випуску історій про нього він встиг закінчити школу, коледж та навіть стати одруженим учителем.
Marvel Comics випустила безліч серій коміксів про Людину-павука, першою з яких була «The Amazing Spider-Man»; її останній випуск вийшов в грудні 2012 року.
На зміну цій серії прийшла нова серія коміксів «The Superior Spider-Man». Серія закінчилась на 31 номері, а на її місце прийшов третій том The Amazing Spider-Man. Комікс знову був перезапущений після подій «Таємних війн». За роки свого існування Пітер Паркер (Людина-Павук) встиг побути членом деяких суперкоманд, таких як Месники, Нові Месники, Фантастична четвірка. Найхарактернішим образом Пітера Паркера поза життям Людини-павука був образ незалежного фотографа, який використовувався в коміксах протягом багатьох років.
Людину-павука вперше зобразив Денні Сігрен у в «Spidey Super Stories», сценці, що показувалася в «The Electric Company» з 1974 по 1977. У фільмах Людину-павука зіграв актор Тобі Магвайр у трилогії Сема Реймі про Людину-павука, Ендрю Гарфілд зіграв у двох фільмах режисера Марка Вебба та Том Голланд у кіновсесвіті Marvel. У анімаційному фільмі Людину-павука також озвучували Джейк Джонсон та Кріс Пайн. Людину-павука добре сприйняли як супергероя та персонажа коміксів, і його часто вважають одним із найпопулярніших та культових супергероїв коміксів усіх часів і одним із найпопулярніших персонажів у всій художній літературі.

## Історія створення
У 1962 році, після успіху Фантастичної четвірки, редактор і головний сценарист Marvel Comics Стен Лі проводив кастинг на ідею нового супергероя. Він сказав, що ідея «Людини-павука» виникла через сплеск підліткового попиту на комікси та бажання створити персонажа, з яким підлітки могли б ідентифікувати себе. Як і у випадку з «Фантастичною четвіркою», Лі бачив у Людині-павуку можливість «вийти зі своєї системи», чого, на його думку, бракувало в коміксах. Хоча в той час супергероям-підліткам зазвичай давали імена, що закінчувалися на «хлопчик», Лі каже, що він вибрав «Людину-павука», тому що хотів, щоб персонаж старів у міру розвитку серіалу, і вважав, що назва «Хлопчик-павук» зробила б звучання персонажів значно поступалося іншим супергероям.  Він також вирішив вставити дефіс у назві, оскільки вважав, що воно дуже схоже на Супермена, ще одного супергероя з червоно-синім костюмом, який починається на «C» і закінчується на «мен», хоча спочатку художник Стів Дітко задумав, щоб персонаж повинен був мати оранжево-фіолетовий костюм).

Лі отримав схвалення Гудмена щодо назви Людини-павука та концепції «звичайного підлітка», звернувся до художника Джека Кірбі. Як розповідає історик коміксів Грег Текстон, Кірбі розповів Лі про неопублікованого персонажа, над яким він співпрацював з Джо Саймоном у 1950-х роках, у якому хлопець-сирота живе зі старим подружжям, знаходить чарівне кільце, яке наділяє його надлюдськими здібностями. Лі та Кірбі «негайно сіли для сюжетної конференції», — пише Теакстон, а потім Лі наказав Кірбі розкрити персонажа й намалювати кілька сторінок. Лі згадавав, коли Кірбі показав йому перші шість сторінок: «Мені не подобалося як він це зробив! Не те, щоб він робив це погано — просто це був не той персонаж, якого я хотів; це було надто героїчно». Лі звернувся до Дітко, який розробив візуальний стиль, який йому здавався задовільним. Дітко згадував:
Однією з перших речей, які я зробив, було створення костюма. Важлива візуальна частина персонажа. Мені потрібно було знати, як він виглядає. Наприклад: сила прилипання, щоб у нього не було жорстких черевиків, прихований механізм для стріляння на зап'ясті тощо… Я не був впевнений, що Стену сподобається ідея закрити обличчя персонажа, але Я зробив це, тому що це приховувало явно хлопчаче обличчя. Це також додало загадковості персонажу…
Попри те, що дизайн персонажа створював лише Дітко, Лі відхилив обкладинку Дітко й доручив Кірбі намалювати олівцем обкладинку. Як пояснив Лі в 2010 році, «я думаю, що попросив Джека намалювати обкладинку, тому що завжди дуже довіряв його обкладинкам».
У спогаді про створення персонажа Дітко описав свій внесок і внесок Лі в інтерв'ю з Гері Мартіном, опублікованому в «Comic Fan № 2» (літо 1965): «Стен Лі придумав назву. Я зробив костюм, пускачі павутини на зап'ястку та павуче чуття».

### Комерційний успіх
Через кілька місяців після презентації Людини-павука видавець Гудман переглянув цифри продажів цього випуску і був шокований, виявивши, що це один із найпопулярніших коміксів Marvel. Далі продовжувався сольна серія, яка розпочався з «The Amazing Spider-Man № 1» (обкладинка датована березнем 1963 року). Зрештою ця серія стала найпродаванішою у Marvel. Персонаж швидко став іконою культури. Опитування університетських містечок Esquire у 1965 році показало, що студенти поставили Людину-павука та Галка поруч із Бобом Діланом і Че Геварою як їхні улюблені революційні ікони. Один респондент вибрав Людину-павука, тому що його «охопили біди, проблеми з грошима та питання існування. Коротше кажучи, він один із нас». Після відходу Дітко, починаючи з номеру № 38 (липень 1966), Джон Роміта-старший замінив його на посаді художника та малював серію протягом наступних кількох років. 1968 року Роміта також напише подовжені історії персонажа в журналі коміксів «The Spectacular Spider-Man», протографічному романі, призначеному для читачів старшого віку. Вийшло лише два випуски, але це була перша допоміжна публікація про Людину-павука, окрім літніх щорічних випусків оригінальної серії, яка почалася в 1964 році.
Історія про Людину-павука початку 1970-х зрештою призвела до перегляду Кодексу коміксів. Раніше Кодекс забороняв зображення вживання заборонених речовин, навіть у негативному плані. Однак у 1970 році Департамент охорони здоров'я, освіти та соціального забезпечення адміністрації Ніксона попросив Стена Лі опублікувати повідомлення проти наркотиків в одному з найпродаваніших фільмів Marvel. Лі вибрав найпродаванішу серію «The Amazing Spider-Man»; випуски № 96–98 (травень–липень 1971 року) містять історію, яка зображує негативні наслідки вживання наркотиків. За сюжетом Гаррі Осборн, друг Пітера Паркера, стає залежним від таблеток. Людина-Павук бореться із Зеленим Гобліном (Норманом Осборном), і в кінцевому результаті перемагає його та вмовляє Гаррі відмовитися від вживання наркотиків. Попри те, що історія мала чіткий антинаркотичний посил, Управління з кодування коміксів відмовилося видати свою печатку схвалення. Проте Marvel опублікував три випуски без схвалення Управління з кодування коміксів. Видання продавалися настільки добре, що самоцензура в галузі була підірвана, а Кодекс згодом був переглянуто.
У 1972 році розпочався друга щомісячна серія за участю Людини-павука: Marvel Team-Up, у якому Людина-Павук бореться разом з іншими супергероями проти суперлиходіїв. У 1976 році його друга сольна серія «The Spectacular Spider-Man» почала виходити паралельно з основною серією. Третя серія під назвою «Web of Spider-Man» була вперше випущена в 1985 році замість Marvel Team-Up. Запуск четвертої щомісячної серії відбувся в 1990 році. Різні версії разом розійшлися тиражем понад 3 мільйони копій, що на той час було рекордом галузі.
Коли основна серія «The Amazing Spider-Man» досягла випуску № 545 (грудень 2007 року), Marvel відмовилася від поточної побічної серії та замість цього почала видавати «The Amazing Spider-Man» три рази на місяць, починаючи з № 546—548 (весь січень 2008 року). «The Amazing Spider-Man» виходила три рази на місяць до листопада 2010 року, коли кількість сторінок коміксу було збільшено з 22 до 30 у кожному номері, тому серія почала друкуватися двічі на місяць, починаючи з № 648—649 (весь листопад 2010 року). Наступного року Marvel запустив «Avenging Spider-Man» як додаткову серію, що продовжується, на додаток до «The Amazing Spider-Man». Серія «The Amazing Spider-Man» тимчасово закінчилася випуском № 700 у грудні 2012 року та була замінена на «The Superior Spider-Man», у якій Доктор Восьминіг виступав як нова Людина-Павук, його розум заволодів тілом Пітера Паркера. Ця серія мала надзвичайний комерційний успіх для Marvel, вийшло 33 номерт, перш ніж справжній Пітер Паркер повернувся у перезапущену серіяю «The Amazing Spider-Man № 1» в квітні 2014 року.
Після перехресної події «Secret Wars».2015 року кілька ігор, пов'язаних із Людиною-павуком, було перезапущено або створено в рамках події «All-New, All-Different Marvel». Серед них «The Amazing Spider-Man» також була перезапущена, і в основі було зосереджено, що Пітер Паркер продовжує керувати «Parker Industries», стає успішним бізнесменом, який працює в усьому світі.

## Вигадана біографія
Пітер Паркер представлений дуже розумним та здібним підлітком, що живе у Квінзі, Нью-Йорк. Він весь час запізнюється і йому не таланить, але він розуміється на хімії та фізиці. Його не дуже люблять інші підлітки, не поважають та ображають. Пітер жив з тіткою Мей й дядьком Беном. Одного разу Дядько Бен сказав Пітеру, що велика сила потребує великої відповідальності. На демонстрації Паркера вкусив радіоактивний павук, і у нього з'явились павучі здібності, серед яких вміння повзати по стінах, випускати павутиння (спочатку для цього він використовував механічні прилади з густою пастою), вміння відчувати небезпеку (павуче чуття), здатність бачити в темряві та без окулярів (до цього він був короткозорим), велика сила, швидкість, гнучкість, витривалість та спритність, до того ж він міг тепер швидко заживлювати рани, потім у нього з'явились отруйні жала. Після закінчення реслінг-шоу, на якому він виступав, Пітер не захотів спинити злочинця, який потім вбив його дядька. Після цього Паркер вирішив боротися зі злочинністю.

### 1970-ті

Amazing Fantasy № 15 (Серпень 1962), Худ.: Джек Кірбі і Стів Дітко.

У випуску № 121 (червень 1973) Зелений Гоблін кидає Ґвен Стейсі з вежі Бруклінського мосту (зображено на малюнку) або мосту Джорджа Вашингтона (як подано в тексті). Вона гине під час спроби врятувати Людину-павука, відтоді Пітер поклявся помститися своєму ворогу; у примітці на сторінці з листами випуску № 125 зазначено: «Нам сумно сказати, що ефект хлистового удару, який вона зазнала, коли павутина Павука так раптово зупинила її, насправді, був тим, що вбило її». У наступному випуску Людина-Павук мстиво атакує та перемагає Зеленого Гобліна.
Переживаючи своє горе, Пітер зрештою починає більше проводити час з Мері Джейн, і вони «стають радше довіреними особами, ніж коханцями». Згодом починають проявлятися романтичні стосунки, і Паркер зробив їй пропозицію у випуску № 182 (липень 1978), але пізніше йому було відмовлено. Паркер закінчив коледж у випуску № 185 і вступив у зв'язок із сором'язливою Деброю Вітмен, екстравертною, кокетливою крадійкою в костюмах Феліцією Харді, відомою як Чорна кішка, з якою він познайомився у випуску № 194 (липень 1979).

### 1980-ті
З 1984 по 1988 роки Людина-Павук носив чорний костюм із зображенням білого павука на грудях. Новий костюм виник у «Таємні війни» на чужій планеті Людина-Павук бере участь у битві між головними супергероями Землі та суперлиходіями. Він продовжує носити цей костюм, коли повертається, починаючи з «The Amazing Spider-Man № 252». Зміна дизайну давнього персонажа викликала суперечки, «багато шанувальників коміксу засуджували це як святотатство. Вони стверджували, що традиційний червоно-синій костюм Людини-павука був знаковим, нарівні з костюмами його суперників з DC Супермена та Бетмена.» Потім творці показали, що костюм був інопланетним симбіотом Веном, якого Людина-Павук зміг позбутися після важкої боротьби, попри те, що Веном кілька разів повертався аби помститися. Паркер робить Вотсон пропозицію в «The Amazing Spider-Man № 290» (липень 1987), проте вона погоджується двома випусками пізніше, весілля відбулося в «The Amazing Spider-Man Annual № 21» (1987).

### 1990-ті
У суперечливій сюжетній лінії 1990-х «Сага про клонів», клон Паркера, створений у коміксах 1970-х божевільним ученим Майлзом Ворреном, відомим як Шакал, повертається до Нью-Йорка, почувши про погіршення здоров'я тітоньки Мей. Клон жив інкогніто як Бен Рейлі та приймає вигляд супергероя Червоного Павука. Справу ускладнює те, що Ватсон оголошує у «The Spectacular Spider-Man № 220» (січень 1995), що вагітна дитиною Паркера. Пізніше Зелений Гоблін труїть Ватсон, що спричинило передчасні пологи та смерть ненародженої доньки. Зелений Гоблін підмінив результати випробування клонів, намагаючись знищити життя Паркера, щоб той повірив у те, що він клон. Рейлі вбивають та рятують Паркера.
У випуску № 97 (листопад 1998) другої серії під назвою «Пітер Паркер: Людина-Павук» Паркер дізнається, що його тітка Мей була викрадена Норманом Осборном та її смерть у «The Amazing Spider-Man № 400» (квітень 1995) була обманом. Невдовзі після цього в «The Amazing Spider-Man (2 том) № 13» (№ 454, січень 2000) Ватсон гине під час вибуху літака. Проте з'ясовується, що вона жива та здорова в (2 том) № 28 (№ 469, квітень 2001), в наступному випуску вони з Пітером розлучаються.

### 2000-ні
Творець «Вавилон-5» Джозеф Майкл Стражинськи почав писати «The Amazing Spider-Man» з (том 2) № 30 (№ 471, червень 2001 року), а проілюстровав Джон Роміта-молодший. Через два випуски Паркер, який вже працює вчителем у своїй старій середній школі, зустрічає загадкового Єзекіїля, який має подібні здібності до Людини-павука, і припускає, що Паркер отримав здібності не випадковістю. У (том 2) № 37 (№ 478, січень 2002 року) Мей дізнається, що її племінник Паркер є Людиною-павуком, це призводить до нової відкритості в їхніх стосунках. Паркер і Вотсон примиряються в (том 2) № 50 (№ 491, квітень 2003 року), а в № 512 (листопад 2004 року) Паркер дізнається, що його покійна дівчина Ґвен Стейсі мала двох дітей від Нормана Осборна.
Він приєднується до команди супергероїв «Нові Месники» у «Нових Месниках» № 1–2. Паркер, Вотсон та Мей переїжджають у вежу Старка, оскільки їхні будинки були зруйновані божевільним колишнім однокласником зі старшої школи. Паркер починає працювати помічником Тоні Старка, а також працює фрілансером для «The Daily Bugle» та продовжує викладати у школі. У 12-серійній історії 2005 року «Людина-Павук: Інакший» Паркер зазнає трансформації, яка розвиває його сили. У коміксі «Громадянська війна № 2» (червень 2006 року) Закон уряду США про реєстрацію суперлюдей спонукає Людину-павука відкрити свою справжню особу. Занепокоєння щодо Закону про реєстрацію спонукає його втекти разом з Мей та Ватсон, а також приєднатися до підпілля проти реєстрації.
У випуску № 537 (грудень 2006 року) Мей отримує важке поранення від снайпера, якого найняв Вілсон Фіск. Від тяжкого поранення тітка впадає в кому. Паркер, відчайдушно намагаючись врятувати її. Проте вичерпує всі можливості та вирішує укласти угоду з володарем демонів Мефісто, який рятує життя Мей в обмін на те, що Паркер та Ватсон погодяться зруйнувати свій шлюб та забути всі спогади про нього. У цій зміненій реальності особа Людини-павука знову стає таємницею, і в № 545 (січень 2008 року) Ватсон повертається, але ставиться до нього байдуже.
Під час «Таємного вторгнення» Скруллів, Норман Осборн вбиває Веранке, королеву Скруллів. Він використовує цей широко розголошений успіх, позиціонуючи себе як нового директора воєнізованого формування М.О.Л.О.Т., схожого на Щ.И.Т. Сам Норман очолює Темних Месників.
Норман звертається до Гаррі з пропозицією роботи в Темних Месниках. Коли у Гаррі є можливість убити Нормана, Людина-Павук каже обезголовити його, оскільки цілющий фактор Нормана може відновити удар по голові. Людина-Павук також попереджає Гаррі, що вбивство Нормана призведе до того, що Гаррі «стане сином, якого Норман завжди хотів». Натомість Гаррі відступає та назавжди відвертається від батька.

### 2010-ті
За пропозицією Локі Норман Осборн створює обґрунтування для вторгнення в Асгард, стверджуючи, що світ становить загрозу національній безпеці. Однак він зазнає поразки і потрапляє у в'язницю Рафт. Конфлікт між Людиною-павуком та Доктором Восьминогом через сина Осборна закінчується, коли з'ясовується, що батьком дитини є Гаррі, який залишає місто, щоб виховувати його. Один з октоботів зумів поміняти особистість Доктора Восьминога та особистість Людини-павука, внаслідок чого Пітер опинився в пастці, бо тілі Доктора почало помирати, а той, своєю чергою взяв на себе життя Пітера. Хоча Пітер не зміг скасувати зміни, йому вдалося встановити слабкий зв'язок із розумом Доктора, змусивши його знову пережити всі свої спогади; Отто розуміє ідеали влади та відповідальності Пітера і також клянеться продовжувати життя Пітера з гідністю як «Досконала» Людина-Павук.
Частина Пітера вижила в його тілі у підсвідомості. Отто добровільно дозволив Пітеру повернути своє тіло, оскільки зрозумів, що не впорався зі своєю роллю «Досконалої» Людини-павука, а також щоб Паркер переміг Осборна та врятував Анну Марію Марконі, кохану Отто. Після цих подій Пітер почав виправляти своє життя, зіпсоване зарозумілістю та недбалістю Отто. Крім того, він очолив невелику компанію «Parker Industries», засновану Отто після того, як покинув «Horizon Labs».
Незабаром Пітер дізнався, що радіоактивний павук вкусив ще одну людину, Сінді Мун. Людина-Павук вистежив її та звільнив із бункера, що належав покійному Єзекіелю Сіммсу. Невдовзі після порятунку Сінді  до Людини-павука звернулися Люди-павуки з усього Мультивсесвіту, щоб об'єднатися для боротьби з Спадкоємцями, групою психічних вампірів. Під час місії зі збору новобранців у 2099 році нашої ери армія павуків натрапила на іншу групу Людей-павуків на чолі з іншою версією Отто Октавіуса. Разом вони нейтралізували Спадкоємців.
Пізніше Пітер зупинив ще один підлий план Шакала. Після подій «Go Down Swinging» життя Пітера було переповнене проблемами з обох сторін. Мер Фіск публічно підтримав Людину-павука. Пітер Паркер звинуватили в плагіаті його докторської дисертації, що призвело до його звільнення з «The Daily Bugle». З іншого боку, Пітер знову почав зустрічатися з Мері Джейн. На короткий час Пітер Паркер та Людина-Павук розділилися на окремі істоти через нещасний випадок, пов'язаний із прискорювачем ізотопного геному з реверсивною інженерією. Зрештою Пітеру вдалося повернути назад процес і знову з'єднати дві його половини, перш ніж побічні ефекти могли погіршитися та призвести до їх смерті.

### 2020-ті
Кіндред використовує гріхи воскреслого Пожирача гріха, щоб заволодіти Майлзом Моралесом, Спайдер-Гвен, Анєю Коразон та Джулією Карпентер. Доктор Стрендж, якому вдається приборкати одержимого Сілка, погоджується допомогти Людині-павуку. Однак Пітер гине під час бою з Кіндредом. Коли Пітер був мертвий, свідомість пам'ятала фатальний день початку "Spider-Man: One More Day"; Рід бажає воскресити Пітера.

## Сила, навички, обладнання
Пітер Паркер володіє надлюдськими павуковими здібностями, які він отримав у результаті мутацій від укусу радіоактивного павука. Починаючи з оригінальної історії Лі та Дітко, Людина-Павук мав здатність чіплятися за стіни. Вважається, що це пов'язано з залежною від відстані взаємодією між його тілом та поверхнями, відомою як сили Ван дер Ваальса. Також Людина-Павук володіє надлюдською силою, спритністю та рівновагою, а також шостим чуттям, яке має назву «павуче чуття», воно попереджає його про небезпеку.
Людина-Павук має цілющу здібність, яка дозволяє йому відновлюватися після травм, отриманих під час бою. Після сюжетної лінії «Акти помсти» 1989 року Людина-Павук здобув «надлюдські реабілітаційні здібності», які пришвидшили його одужання від виснаження.
Персонаж спочатку був задуманий Стеном Лі та Стівом Дітко як інтелектуально обдарований, але пізніше письменники зобразили його інтелект на геніальному рівні. Після багатьох років боїв Паркер відточив свою майстерність у еквівалент бойових мистецтв, унікальних для його здібностей. Блискучий академік, Паркер має досвід у галузях прикладної науки, хімії, фізики, біології, інженерії, математики та механіки.
Завдяки своїм талантам він шиє власний костюм, щоб приховати власну особистість, конструює багато пристроїв, які доповнюють його здібності, зокрема пускачі павутини, які дозволяють йому стріляти павутиною, гойдатися на високій швидкості над містом, допомагати орієнтуватися та заманювати своїх ворогів у пастку за допомогою павутини. Томас Фаєрхарт, один з найкращих у світі вчених, не зміг відтворити рідину, створену Паркером під час навчання в середній школі.

## Друзі й вороги
У коміксах Людини-павука з'явилася велика кількість другорядних персонажів, які є важливими в сюжетних лініях, у яких він знімається. Після смерті батьків (Річарда та Мері Паркер) Пітер виховували тітка Мей та дядько Бен. Після того, як дядька Бена вбив грабіжник, тітка Мей стала практично єдиною родиною Пітера.
Джей Джона Джеймсон — видавець «The Daily Bugle» та керівник Паркера. Суворий критик Людини-павука, який постійно друкує негативні статті про супергероя у своїй газеті. Роббі Робертсон — редактор та довірена особа Джеймсона, є прихильником Людини-павука та його альтер-его Пітера Паркера.
Юджина «Флеша» Томпсона зазвичай зображують як шкільного хулігана, який обожнює Людину-павука, але не знає, що Людина-Павук — це Пітер Паркер. Тим часом Гаррі Осборн, сина Нормана Осборна, найчастіше визнають найкращим другом Пітера, хоча деякі версії зображують його як суперника Паркера.

### Вороги
За час свого існування Людина-Павук наживає собі безліч ворогів. Найвідомішими серед них є Зелений Гоблін, Новий Зелений Гоблін (яким стає після смерті батька Гаррі), Гобґоблін, Доктор Восьминіг, Веном, Піщана людина, Ящір, Скорпіон, Носоріг, Хамелеон, Електро, Містеріо, Крейвен-мисливець, Стерв'ятник, Карнаж, Кінґпін, Шокер, Морлан, Гідромен, Розплавлена людина, Морбіус, Могильник, Елістер Смайт, Блукаючий Вогник, Молотоголовий, Шакал, Жук, Срібногривий, Грізлі та інші. До того ж Людина-Павук допомагав іншим супергероям у боротьбі з їх ворогами.
     Злодійське угруповання
| Суперлиходій / Злодійське угруповання | Відоме alter ego / учасник угруповання                                                    | Перша поява                                  | Творці                                |
| ------------------------------------- | ----------------------------------------------------------------------------------------- | -------------------------------------------- | ------------------------------------- |
| Хамелеон                              | Дмитро Смердяков                                                                          | The Amazing Spider-Man № 1 (Березень 1963)   | Стен Лі Стів Дітко                    |
| Стерв'ятник                           | Адріан Тумс                                                                               | The Amazing Spider-Man № 2 (Травень 1963)    | Стен Лі Стів Дітко                    |
| Доктор Восьминіг                      | Отто Ґ'юнтер Октавіус                                                                     | The Amazing Spider-Man № 3 (Липень 1963)     | Стен Лі Стів Дітко                    |
| Піщана людина                         | Вільям Бейкер / Флінт Марко                                                               | The Amazing Spider-Man № 4 (Вересень 1963)   | Стен Лі Стів Дітко                    |
| Ящір                                  | Кертіс «Курт» Коннорс                                                                     | The Amazing Spider-Man № 6 (Листопад 1963)   | Стен Лі Стів Дітко                    |
| Електро                               | Максвелл «Макс» Діллон                                                                    | The Amazing Spider-Man № 9 (Лютий 1964)      | Стен Лі Стів Дітко                    |
| Містеріо                              | Квентін Бек                                                                               | The Amazing Spider-Man № 13 (Червень 1964)   | Стен Лі Стів Дітко                    |
| Зелений гоблін                        | Норман Осборн Гаррі Осборн                                                                | The Amazing Spider-Man № 14 (Липень 1964)    | Стен Лі Стів Дітко                    |
| Крейвен-мисливець                     | Сергій Кравінов                                                                           | The Amazing Spider-Man № 15 (Серпень 1964)   | Стен Лі Стів Дітко                    |
| Зловісна шістка                       | - Доктор Восьминіг - Електро - Крейвен-мисливець - Містеріо - Піщана людина - Стерв'ятник | The Amazing Spider-Man Annual № 1 (1964)     | Стен Лі Стів Дітко                    |
| Скорпіон                              | Мак Ґарґан                                                                                | The Amazing Spider-Man № 20 (Січень 1965)    | Стен Лі Стів Дітко                    |
| Носоріг                               | Олексій Сицевич                                                                           | The Amazing Spider-Man № 41 (Жовтень 1966)   | Стен Лі Джон Роміта-старший           |
| Шокер                                 | Герман Шульц                                                                              | The Amazing Spider-Man № 46 (Березень 1967)  | Стен Лі Джон Роміта-старший           |
| Кінґпін                               | Вілсон Ґрант Фіск                                                                         | The Amazing Spider-Man № 50 (Липень1967)     | Стен Лі Джон Роміта-старший           |
| Морбіус                               | Майкл Морбіус                                                                             | The Amazing Spider-Man № 101 (Січень 1971)   | Рой Томас Ґіл Кейн                    |
| Чорна Кішка                           | Феліція Гарді                                                                             | The Amazing Spider-Man № 194 (Липень 1979)   | Марв Вульфман Кіт Поллард             |
| Гобґоблін                             | Родерік Кінгслі Джейсон Макендейл Нед Лідс                                                | The Amazing Spider-Man № 238 (Березень 1983) | Роджер Стерн Джон Роміта-старший      |
| Веном                                 | Едді Брок                                                                                 | The Amazing Spider-Man № 300 (Травень 1988)  | Девід Мікеліні Тодд Макфарлейн        |
| Карнаж                                | Клетус Касаді                                                                             | The Amazing Spider-Man № 361 (Квітень 1992)  | Девід Мікеліні Ерік Ларсен Марк Баглі |

### Людина-Павук протиЗеленого Гобліна
Коли Паркер дізнається, що його друг має серйозні проблеми й той став наркоманом, він намагається допомогти Гаррі. Пітер дізнається, що батько його приятеля, Норман Осборн, є одним із найсерйозніших суперлиходіїв на прізвисько Зелений Гоблін. І, звісно ж, за час своїх пригод Людина-Павук заводить безліч друзів і добрих знайомих, які завжди ладні прийти йому на допомогу. Паркеру довелося пережити й особисту трагедію. Під час одного із зіткнень зі Зеленим Гобліном лиходій скинув із мосту Ґвен Стейсі. Пітеру вдалося підчепити дівчину павутиною, але… виявилося, що допомога прийшла занадто пізно. Через різку зупинку на високій швидкості під час падіння Ґвен померла. І навіть те, що Зелений Гоблін незабаром вирушив у царство мертвих слідом за своєю жертвою, не полегшило горя Пітера. Упоратися з сердечною травмою йому допомогла Мері Вотсон, яка змогла стати Людині-павуку другом. Згодом пара створила родину.

### Романтичні інтереси
Романтичні інтереси Пітера Паркера варіюються від його першої закоханості, однокласниці Ліз Аллан, до першого побачення з Бетті Брант, секретарки Джей Джона Джеймса з газети «The Daily Bugle». Також Паркер закохується в Ґвен Стейсі, доньку детектива поліції Нью-Йорка капітана Джорджа Стейсі, яких згодом вб'ють вороги Людини-павука. Мері Джейн Вотсон стала найкращим другом Пітера, а потім його дружиною.

## Альтернативні версії Людини-павука
У Всесвіті Marvel існує мультивсесвіт із багатьма варіаціями Людей-павуків. Раннім персонажем, який з'являється у 1980-ті роки, є антропоморфна тварина-пародія на Людину-павука у вигляді свині на ім'я Павук-Гем (Пітер Поркер). Було створено багато варіацій Людей-павуків, як-от футуристична версія Людини-павука в Marvel 2099 на ім'я Мігель О'Гара. У імпринті MC 2 Пітер одружується з Мері Джейн і має дочку на ім'я Мейдей Паркер, яка продовжує роботу Людини-павука.
Ultimate Spider-Man був популярним сучасним переказом Людини-павука. Пітер Паркер було вбито та замінена на афро-латиноамериканського Людину-павука на ім'я Майлз Моралес.
Сюжетна лінія «Spider-Verse» повернула багато альтернативних версій про Людину-павука та представила багато нових.

## Непросте дорослішання
Одного разу Пітер не допоміг поліцейському зупинити злодія, оскільки вважав це «справою поліції». А вже за кілька тижнів той самий злодій убив і пограбував його дядька. Саме тоді Людина-Павук і вийшов на полювання за злочинцями, зробивши це справою всього свого життя.
Для того, щоб прогодувати себе й свою тітку, Паркер почав працювати фотографом у видавництві місцевої газети. Це не додало йому популярності серед однокласників: підлітки відверто глузували з хлопця, який був змушений занадто рано подорослішати… Особливо не злюбив Пітера Флеш Томпсон — зірка шкільної футбольної команди.
Цікаво, що головний редактор газети, у якій працював Паркер, постійно розповідав усілякі жахи про Людину-павука на сторінках свого видання. Сполучати роботу, навчання й боротьбу зі злочинністю виявилося занадто важко, і Пітер спробував залишити кар'єру героя.
Закінчивши школу, Паркер став студентом Державного Університету. Його сусідом по кімнаті, а потім і кращим другом стає Гаррі Осборн. Також, в університеті, У Пітера з'являється дівчина — Ґвен Стейсі. Трохи пізніше тітка знайомить Пітера з Мері Джейн Вотсон.

## Особистість
У 1965 році Саллі Кемптон для «Вілледж войс» висловила думку, що «Людина-Павук має жахливу проблему ідентичності, виражений комплекс неповноцінності та страх перед жінками. Він антисоціальний, має Едіпів комплекс та схильний до нещасних випадків… [] невротик». Завжди намагаючись діяти правильно, проте влада ставиться до нього з підозрою, вагається, чи є він героєм чи спритним злочинцем.
| Люди часто кажуть, що Marvel вдалося поєднювати пригодницькі історії про супергероїв із мильною оперою. Лі та Дітко зробили серію «The Amazing Spider-Man» безперервною хронікою життя головного героя. Більшість супергероїв мали проблеми, які складніші чи актуальні для життя їхніх читачів, ніж просто перешкода злодіям... Паркер мав набагато серйозніші проблеми у своєму житті: закохатися вперше, змиритися зі смертю коханої людини, заробляти на життя і переживати кризи сумління.Оригінальний текст (англ.) People often say glibly that Marvel succeeded by blending super hero adventure stories with soap opera. What Lee and Ditko actually did in The Amazing Spider-Man was to make the series an ongoing novelistic chronicle of the lead character's life. Most super heroes had problems no more complex or relevant to their readers' lives than thwarting this month's bad guys... Parker had far more serious concern in his life: coming to terms with the death of a loved one, falling in love for the first time, struggling to make a living, and undergoing crises of conscience. Історик коміксів Пітер Сандерсон[54] |

Своєю чергою історик культури Бредфорд В. Рай зазначає:
Тяжка доля Людини-павука була неправильно зрозуміта та переслідувана тією самою громадськістю, яку він поклявся захищати. У першому номері «The Amazing Spider-Man» Джей Джона Джеймсон починає редакційну кампанію проти «загрози Людини-павука». Негативний розголос, що виник внаслідок цього, посилює підозри щодо таємничої Людини-павука та робить його неможливим заробляти більше грошей виступами. Зрештою погана преса спонукає владу затаврувати його поза законом. За іронією долі, Пітер нарешті отримує роботу фотографа в «The Daily Bugle».

## Сюжетні лінії
Людина-Павук представлений у різних сюжетних лініях, утворюючи довші сюжетні арки. Ці особливі арки мають свої назви, які пережили за роки багато перевидань. Протягом 60-х і 70-х років ці сюжетні арки зазвичай описували події трьох тижнів чи менше (іноді лише одного, як-от класична розповідь Spider-Man No More!).
| Сюжетна арка                         | Випуск(и) | Дата публікації              | Сценарист(и)                 | Художник(и)                  |
| «If This Be My Destiny...!»          | - The Amazing Spider-Man (Том 1) № 31-33 | грудень 1965 — лютий 1966    | Стен Лі                      | Стів Дітко                   |
| «How Green Was My Goblin!»           | - The Amazing Spider-Man (Том 1) № 39-40 | серпень 1966 — вересень 1966 | Стен Лі                      | Джона Роміта-старший         |
| «Spider-Man No More!»                | - The Amazing Spider-Man (Том 1) № 50-52 | липень –1967 — вересень 1967 | Стен Лі                      | Джона Роміта-старший         |
| «Doc Ock Wins!»                      | - The Amazing Spider-Man (Том 1) № 53-56 (58) | жовтень 1967 — січень 1968   | Стен Лі                      | Джона Роміта-старший         |
| «Green Goblin Reborn!»               | - The Amazing Spider-Man (Том 1) № 96-98 | травень — липень 1971        | Стен Лі                      | Ґіл Кейн                     |
| «The Six Arms Saga»                  | - The Amazing Spider-Man (Том 1) № 100-102 | вересень — листопад 1971     | Стен Лі                      | Ґіл Кейн                     |
| «The Night Gwen Stacy Died»          | - The Amazing Spider-Man(Том 1) № 121-122 | червень — липень 1973        | Джеррі Конвей                | Ґіл Кейн                     |
| «Nothing Can Stop the Juggernaut!»   | - The Amazing Spider-Man (Том 1) № 229-230 | червень — липень 1982        | Роджер Штерн                 | Джона Роміта-молодший        |
| «The Kid Who Collects Spider-Man»    | - The Amazing Spider-Man (Том 1) № 248 | січень 1984                  | Роджер Штерн                 | Рон Френц                    |
| «The Death of Jean DeWolff»          | - The Spectacular Spider-Man (Том 1) № 107-110 | жовтень 1985 — січень 1986   | Пітер Девід                  | Річ Баклер                   |
| «Gang War»                           | - The Amazing Spider-Man (Том 1) № 284-288 | січень — травень 1987        | Том Дефалько Крістофер Пріст | різноманітні                 |
| «The Wedding»                        | - The Amazing Spider-Man Annual (Том 1) № 21 | вересень 1987                | Джим Шотер Девід Міхеліні    | Пол Раян                     |
| «Kraven's Last Hunt»                 | - Web of Spider-Man (Том 1) № 31-32 - The Amazing Spider-Man (Том 1) № 293-294 - The Spectacular Spider-Man (Том 1) № 131-132                          | жовтень — листопад 1987      | Джей Ем ДеМеттьес            | Майк Зек                     |
| «Spider-Man: Coming Home»            | - The Amazing Spider-Man (Том 2) № 30-35 | червень — листопад 2001      | Джозеф Майкл Стражинскі      | Джон Роміта молодший         |
| «Dying Wish»                         | - The Amazing Spider-Man (Том 1) № 698-700 | листопад — грудень 2012      | Ден Слотт                    | Умберто Рамос                |
| "Dead No More: The Clone Conspiracy" | - The Amazing Spider-Man (Том 4) № 19-24 - The Clone Conspiracy № 1-5 - Prowler (Том 2) № 1-5 - Silk (Том 2) № 14-17 - The Clone Conspiracy: Omega № 1 | жовтень 2016 — травень 2017  | Ден Слотт                    | Джим Чьон Джузеппе Камунколі |
| «Spider-Man: Back to Basics»         | - The Amazing Spider-Man (Том 5) № 1-5 | вересень — листопад 2018     | Нік Спенсер                  | Раян Оттлі                   |

## Культурний вплив
Всупереч типовому супергеройському образу, Людина-Павук містить «великі дози мильної опери та елементи мелодрами». Купперберг вважає, що Лі та Дітко створили щось нове у світі коміксів: «супергероя з недоліками та щоденними проблемами». Ця ідея породила «революцію коміксів». Невпевненість та тривога в коміксах Marvel початку 1960-х років започаткували новий тип супергероїв, які сильно відрізнялися від впевнених та всемогутніх супергероїв, і змінили сприйняття їх громадськістю. Після того, як у коміксах була зображена справжня адреса у Нью-Йорку та зазначена як резиденція Мей Паркер, її мешканці отримували багато листів від дітей до супергероя.

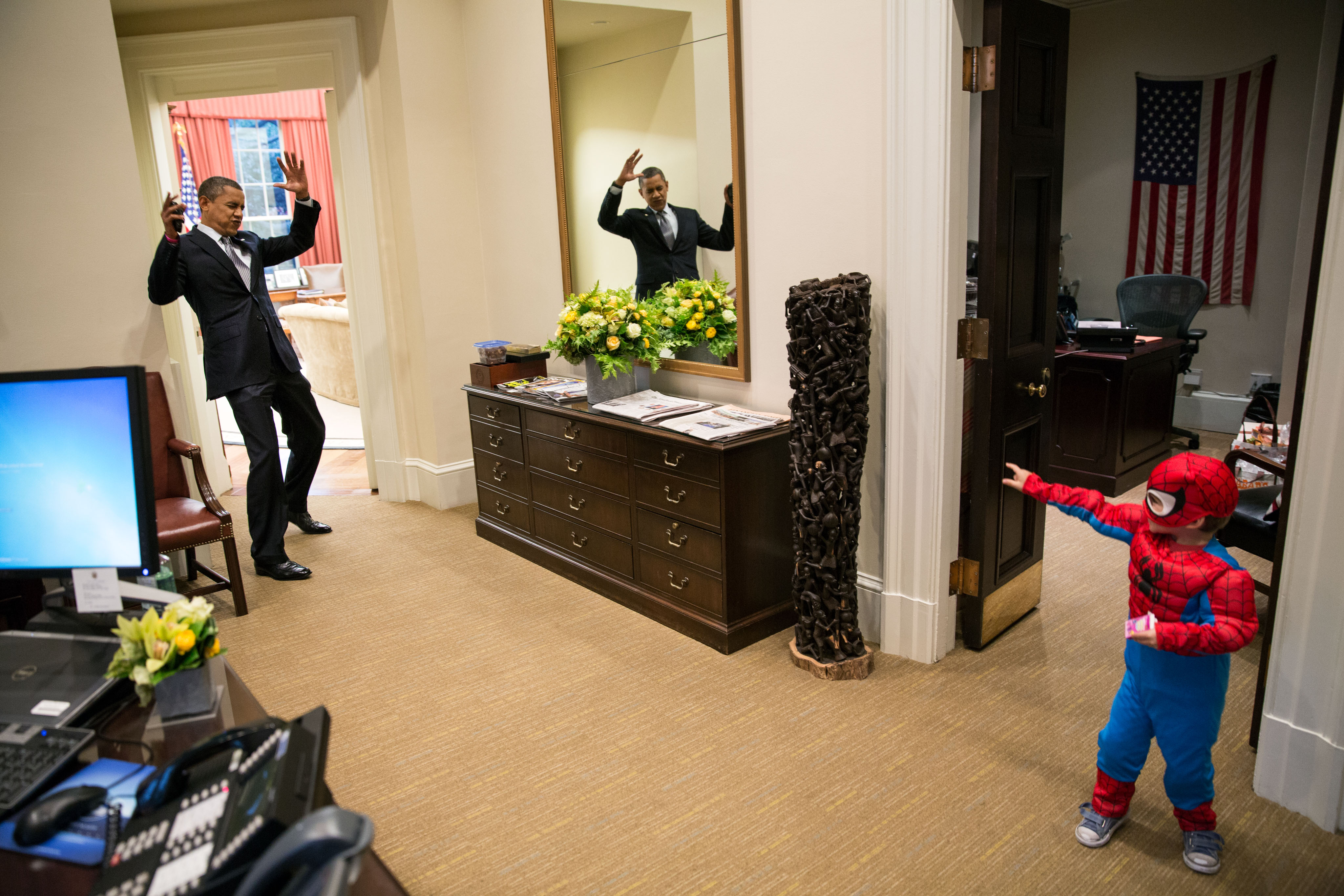
Президент США Барак Обама прикидається ніби його перехопила павутина хлопчика, який одягненим у костюм Людини-павука

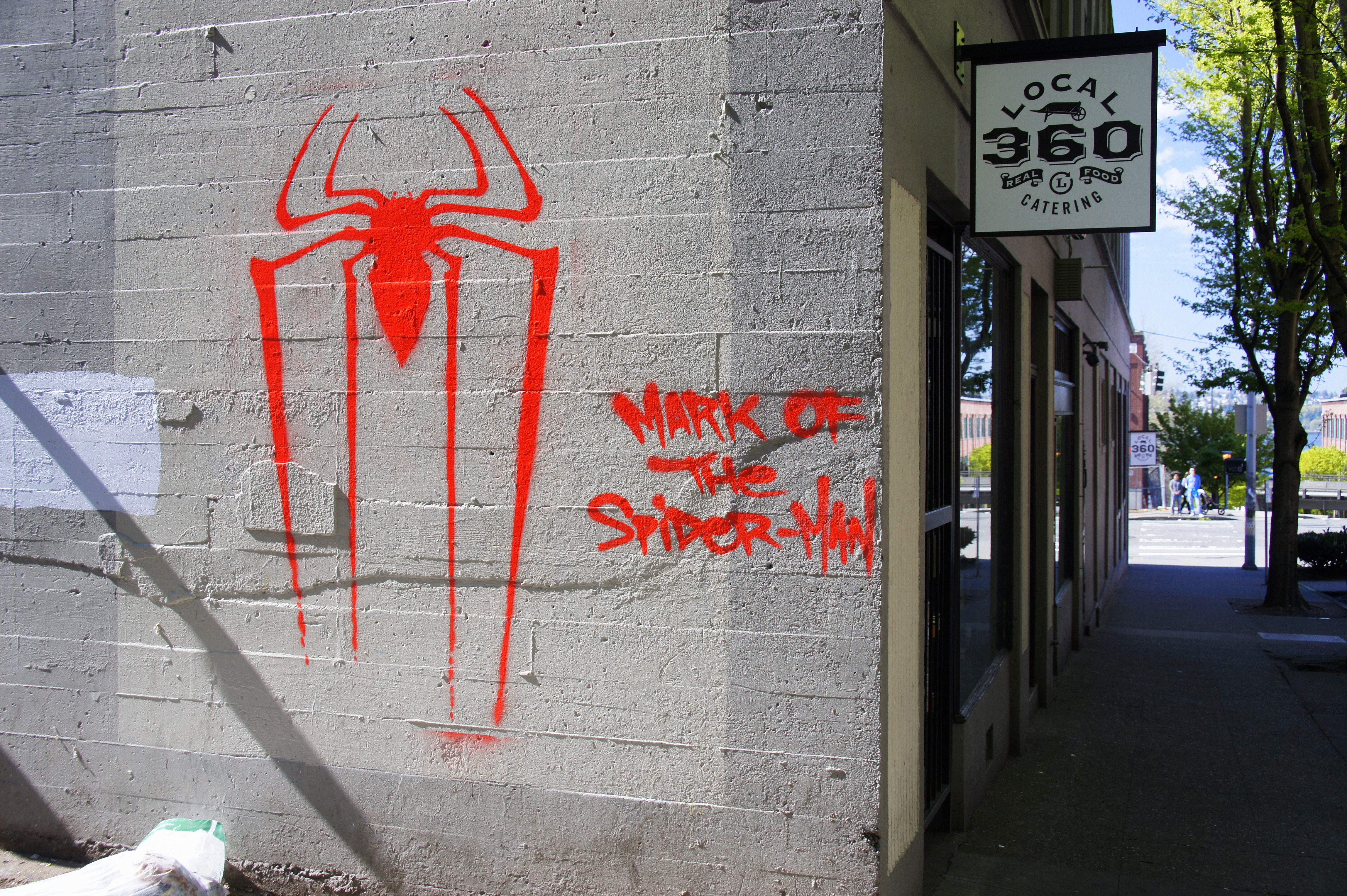
Графіті на будівлі в Сіетлі, для реклами фільму «Нова Людина-Павук» у 2012 році

Людина-Павук став одним із найвпізнаваніших вигаданих персонажів у світі, його використовували для продажу іграшок, ігор, пластівців, цукерок, мила та багатьох інших товарів. Коли в 1991 році Marvel стала першою компанією коміксів, яка була зареєстрована на Нью-Йоркській фондовій біржі, «The Wall Street Journal» оголосила, що «Людина-Павук приходить на Волл-стріт»; подія, у свою чергу, рекламувалася за допомогою актора в костюмі Людини-павука, який супроводжував Стена Лі на фондову біржу. З 1962 року сотні мільйонів коміксів із персонажем були продані в усьому світі. Людина-Павук — найприбутковіший супергерой у світі. У 2014 році глобальні роздрібні продажі ліцензованих продуктів, пов'язаних із Людиною-павуком, досягли приблизно 1,3 мільярда доларів. Для порівняння ця сума перевищує глобальний дохід від ліцензування Бетмена, Супермена та Месників разом узятих. Людина-Павук також є однією з найкасовіших франшиз, знятою по супергерою з коміксів, загальні збори оцінються в 25,6 мільярдів доларів в усьому світі.
У 2008 році компанія Marvel оголосила про плани випустити серію освітніх коміксів наступного року в партнерстві з Організацією Об'єднаних Націй, де Людина-Павук був зображений разом із миротворчими силами ООН, щоб висвітлити миротворчі місії ООН.

### Сприйняття
Співробітники IGN про визнання Людини-павука героєм номер один у Marvel.
«Empire» назвав Людину-павука п'ятим найкращим персонажем коміксів усіх часів. «Wizard» поставив його третім найбільшим персонажем коміксіві. У 2011 році Людина-Павук посів третє місце в списку 100 найкращих героїв коміксів усіх часів за версією IGN, після Супермена та Бетмена, персонажів DC Comics. Шосте місце в списку «50 найкращих месників» 2012 року. 2014 року IGN визнав Людину-павука найкращим персонажем коміксів Marvel усіх часів. Опитування Comic Book Resources у 2015 році назвало Людину-павука найкращим персонажем Marvel усіх часів.
Джордж Марстон з «Newsarama» назвав походження Людини-павука найкращою історією всіх часів, зазначивши, що «походження Людини-павука поєднує всі найкласичніші аспекти пафосу, трагедії та наукового дива в ідеальне поєднання для ставлення супергероя».

### Вплив на життя людей
- У 1981 році активіст захисту хмарочосів Ден Ґудвін[en] у костюмі Людини-павука піднявся на «Вілліс-Тауер» у Чикаго, «Renaissance Tower» у Далласі та на «Джон Генкок Центр» в Чикаго.[69]
- Ален Робер на прізвисько «Людина-Павук» — скелелаз, який піднявся на понад 70 висотних будівель, не використовуючи додаткових пристроїв. Він іноді одягає костюм Людини-павука під час своїх сходжень. У травні 2003 року йому заплатили приблизно 18 000 доларів за те, щоб піднятися на 95-метрову будівлю Ллойда для реклами прем'єри фільму «Людина-Павук» на британському телеканалі Sky Movies.
- Білл Стротер піднявся на будівлю Ламара в Огасті.[70]
- Аргентині злочинці, які проникають у приватну власність через відкриті балкони, використовують «метод Людини-павука» (іспанською мовою «el Hombre Araña»).[71][72]

## Людина-Павук поза коміксами
Людина-Павук з'являвся в коміксах, мультфільмах, фільмах, відеоіграх, книжках-розмальовках, романах, платівках, дитячих книгах і атракціонах у тематичних парках. На телебаченні він вперше з'явився в мультсеріалі ABC «Людина-Павук» (1967—1970), «Суперісторії Спайді»(1974—1977) на PBS та в серіалі CBS «Дивовижна Людина-павук»(1978—1979), з Ніколасом Гаммондом у головній ролі. Інші мультсеріали за участю супергероя включають «Людина-павук» (1981—1982), «Людину-павука та його дивовижних друзів» (1981—1983), «Людина-Павук» (1994—1998), «Непереможна Людина-Павук» (1999—2000), «Людина-павук: Новий анімаційний серіал» (2003), «Неймовірна Людина-Павук» (2008—2009), «Людина-Павук. Щоденник супергероя» (2012—2017), «Людина-Павук» на Disney XD (2017—2020) і «Спайді та його дивовижні друзі» (2021–нині).
Особливої популярності набула трилогія художніх фільмів режисера Сема Реймі, у якій роль Людини-павука виконав Тобі Магвайр. Перший фільм, «Людина-Павук», було випущено 3 травня 2002 року, перший сиквел, «Людина-Павук 2», — 30 червня 2004 року, а реліз завершальної частини трилогії, «Людина-Павук 3: Ворог у тіні», відбувся 4 травня 2007 року.
Продовження спочатку планувалося випустити в 2011 році; однак пізніше Sony вирішила перезавантажити франшизу з новим режисером і акторським складом. Перезавантаження під назвою «Нова Людина-Павук» було випущено 3 липня 2012 року режисером Марком Веббом та з Ендрю Ґарфілдом у головній ролі в ролі нової Людини-павука. Після цього вийшов «Нова Людина-Павук 2. Висока напруга» (2014).
У 2015 році Sony та Disney уклали угоду про те, щоб Людина-Павук з'явилася у Кіновсесвіті Marvel. Том Голланд дебютував у ролі Людини-павука у фільмі КВМ «Капітан Америка: Громадянська війна» (2016), а потім знявся у своєму окремому фільмі «Людина-Павук: Повернення додому» (2017) режисера Джона Воттса. Голланд повторив свою роль Людини-павука у фільмах «Месники: Війна нескінченності» (2018), «Месники: Завершення» (2019), «Людина-Павук: Далеко від дому» (2019), «Людина-Павук: Додому шляху нема» (2021); Маґвайр і Ґарфілд повторили свої ролі минулих Людей-павуків в останньому фільмі «Людина-Павук: Додому шляху нема».
Джейк Джонсонозвучив альтернативну версію Людини-павука в анімаційному фільмі «Людина-Павук: Навколо всесвіту» та в продовжені «Людина-Павук: Крізь Всесвіт». Кріс Пайн також озвучив у фільмі іншу версію Пітера Паркера в цьому мультфільмі.
14 листопада 2010 року у театрі «Фоксвудс» відбувся допрем'єрний показ бродвейського мюзиклу «Людина-павук: Вимкни темряву», офіційна прем'єра відбулася 14 червня 2011 року.
В образотворчому мистецтві, починаючи з періоду попарту, персонаж Людини-павука був «присвоєний» багатьма візуальними художниками та включений у сучасне мистецтво, особливо Енді Ворглом, Роєм Ліхтенштейном, Мелом Рамосом, Дульсе Пінзон, Містером Брейнвошем.

## Комікси українською
У лютому 2018 року видавництво Fireclaw Ukraine за офіційною ліцензією Marvel почало випускати Людину-павука українською. Першим коміксом стала серія Дена Слотта Amazing Spider-Man (2015), що виходить у синґлах щомісяця.

### Кінематограф
- Трилогія Сема Реймі:
  - Людина-Павук
  - Людина-Павук 2
  - Людина-Павук 3
- Дилогія Марка Вебба:
  - Нова Людина-Павук
  - Нова Людина-Павук 2. Висока напруга
- Кіновсесвіт Marvel:
  - Людина-Павук: Повернення додому
  - Людина-Павук: Далеко від дому
  - Людина-Павук: Додому шляху нема

- Анімаційні фільми
  - Людина-Павук: Навколо всесвіту
  - Людина-Павук: Крізь Всесвіт
  - Людина-Павук: По той бік Всесвіту

### Серії коміксів
- «The Amazing Spider-Man»
- «The Spectacular Spider-Man»
- «The Superior Spider-Man»
- «Ultimate Spider-Man»